# Raif Halimi
Raif Halimi lub Raif Halimi-Cërnica (ur. 15 lipca 1926 w Cërnicë, zm. 1 maja 1999 w Uroševacu) – kosowski i jugosłowiański pisarz i polityk, autor pierwszego słownika albańsko-serbskochorwackiego.

## Życiorys
W 1942 roku dołączył do Komunistycznej Partii Albanii. Pod koniec 1944 roku dołączył do Armii Narodowo-Wyzwoleńczej, gdzie działał jako komisarz Kosowskiego Batalionu Młodzieżowego (Batalioni i Rinisë së Kosovës). Jednostka ta na rozkaz Miladina Popovicia przemieściła się do regioniu Drenicy, gdzie miała walczyć przeciwko serbskim czetnikom; żołnierze tego batalionu zastali jednak siły dowodzone przez Shabana Polluzhę oraz przeszli na ich stronę.
W 1945 roku został aresztowany za dezercję i przetransportowany do Prisztiny. 25 kwietnia tegoż roku został skazany na rozstrzelanie; ze względu na jego młody wiek ogłoszono amnestię, na mocy której wyrok zamieniono na 20 lat pozbawienia wolności. Wyrok odbywał w Sremskiej Mitrovicy, opracowywał wówczas słownik albańsko-serbskochorwacki. Napisał również Historię narodu albańskiego do 1912 roku (Historia e popullit shqiptarë deri vitin 1912); nie została ona jednak nigdy opublikowana, ponieważ nie zezwolono mu na zabranie ze sobą publikacji po opuszczeniu więzienia.
Został zwolniony z więzienia w dniu 30 marca 1962 roku , jednak przez następne 10 lat był pozbawiony praw publicznych. Następnie zaangażował się w działalność polityczną{.
Wraz ze swoją żoną zmarł dnia 1 maja 1999 w wyniku pożaru swojego domu w Uroševacu .
Opracowany przez Halimiego słownik był podzielony na dwie części i zawierał około 75 tys. słów, został pośmiertnie wydany w 2016 roku przez jego córkę, Afërditę.

## Upamiętnienia
W 2000 roku Afërdita Halimi opublikowała monografię pod tytułem Raif Halimi Cernica.

## Życie prywatne
Pochodził z rodziny o tradycjach patriotycznych, był najstarszym synem Ramiza Cërnicy.
Żonaty z Hyrishą Hoxhą (zm. 1999) , z którą miał córkę Afërditę (ur. 1964).